# Jim Garrison
Earling Carothers "Jim" Garrison (Denison, 20 de novembro de 1921 - Nova Orleães, 21 de outubro de 1992), que alterou seu primeiro nome para Jim na década de 1960, exerceu o cargo de procurador público (promotor) do distrito de Orleans Parish, no estado de Louisiana, nos Estados Unidos da América, de 1962 a 1973. Garrison é mais conhecido por suas investigações sobre o assassinato de John F. Kennedy (JFK), o 35º presidente americano.
Garrison ainda gera muita controvérsia. Há quem pense que ele foi impedido por forças ocultas de desvendar um dos maiores mistérios policiais da história americana, e há também os que acreditam que sua empreitada na tentativa de comprovar um complô para matar Kennedy foi apenas um gasto desnecessário de dinheiro público.
Em 1988, lançou o livro JFK, Na Trilha dos Assassinos, onde anotou toda fonte de pesquisa, todos os nomes investigados e não investigados (suspeitos do alto escalão do governo federal, da CIA e de Dallas e New Orleans), para de forma mais ampla revelar, citando documentos, testemunhas e montando um quebra-cabeça complexo, as questões sonegadas ao público pela Comissão Warren e pela House Select Committee on Assassinations que o assassinato de J. F. Kennedy não foi obra de um homem só, de um "louco solitário", mas fora a obra de gente do alto escalão e da máfia que lucrava com a guerra fria e a Guerra do Vietnã, naqueles anos.[carece de fontes?]
O filme JFK, de Oliver Stone, do ano de 1991, narra a história das investigações feitas pela equipe de Garrison, e toma como base seu livro de 1988. Um ano depois, Garrisson faleceu, mas levou consigo na alma o balsamo de que o filme de Stone levaria ao mundo suas conclusões sobre a verdadeira razão de um dos crimes mais estudados da história política do século XX.